# Блобьерг, Якоб
Якоб Блоберг Матиасен (дат. Jakob Blåbjerg Mathiasen; родился 11 января 1995 года Дания) — датский футболист, защитник клуба «Ольборг». Участник Олимпийских игр 2016 года в Рио-де-Жанейро.

## Клубная карьера
Блобьерг — воспитанник клуба «Ольборг». 1 марта 2013 года в матче против «Силькеборг» он дебютировал в датской Суперлиги. В 2014 году Якоб стал чемпионом и обладателем Кубка Дании. 26 сентября 2016 года в поединке против «Силькеборга» Блобьерг забил свой первый гол за «Ольборг».

## Международная карьера
В 2016 году Блобьерг в составе олимпийской сборной Дании принял участие в Олимпийских играх в Рио-де-Жанейро. На турнире он сыграл в матчах против команд Ирака, ЮАР, Бразилии и Нигерии.
В 2017 году в составе молодёжной сборной Дании Блобьерг принял участие в молодёжном чемпионате Европы в Польше. На турнире он сыграл в матче против команды Германии и Чехии.

## Достижения
Командные
 «Ольборг»
- Чемпионат Дании по футболу — 2013/2014
- Обладатель Кубка Дании — 2013/2014